# محوطه بیگ رضایی (۲)
محوطه بیگ رضایی (۲) مربوط به دوره نوسنگی است و در شهرستان گیلانغرب، بخش گواور، دهستان گواور، ۷۰ متری شمال غربی روستای بیگ رضایی واقع شده و این اثر در تاریخ ۲۷ اسفند ۱۳۸۶ با شمارهٔ ثبت ۲۲۴۱۳ به‌عنوان یکی از آثار ملی ایران به ثبت رسیده است.